# برلمان بادن-فورتمبيرغ

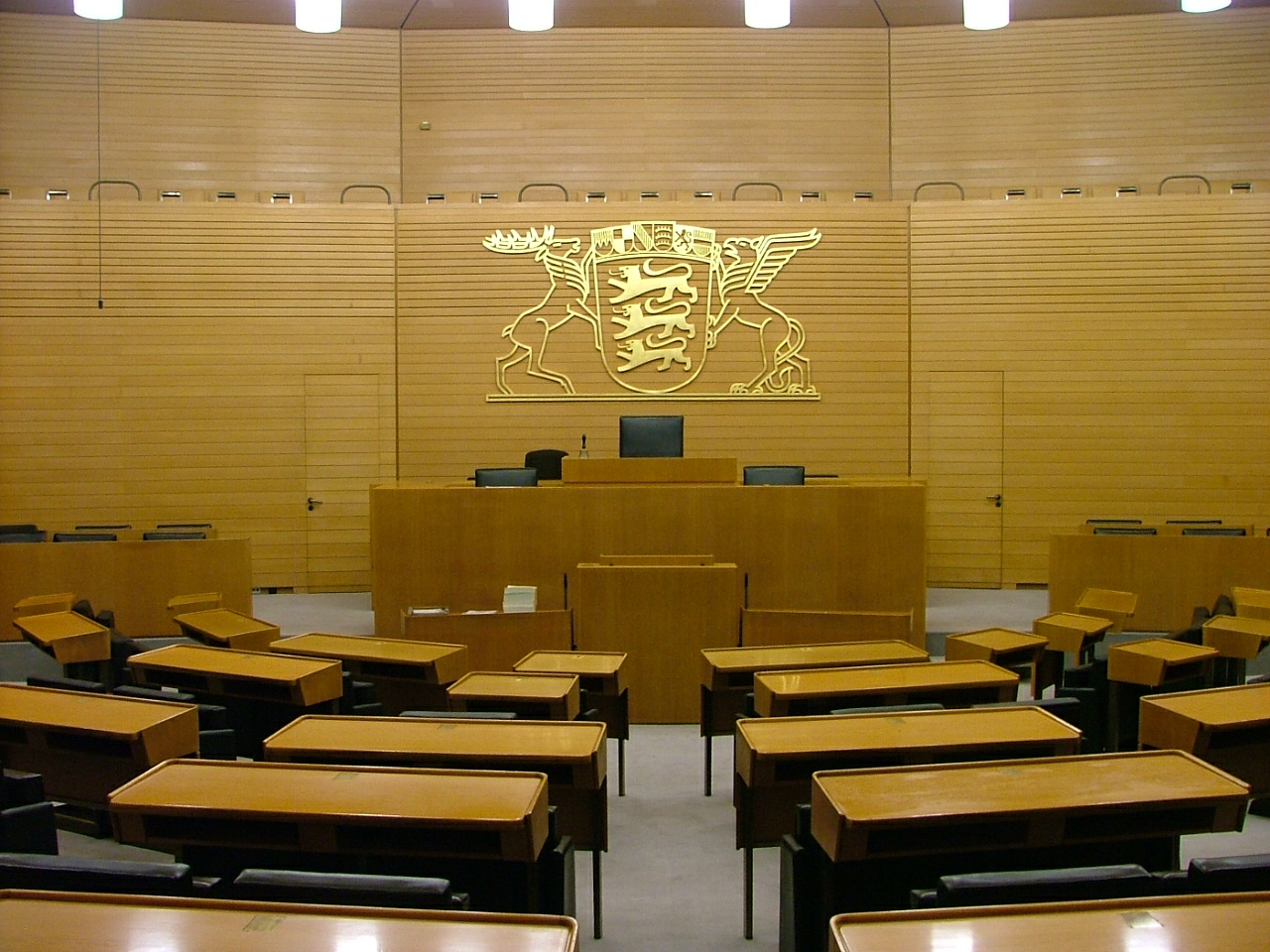
قاعة البرلمان قبل تحديثها

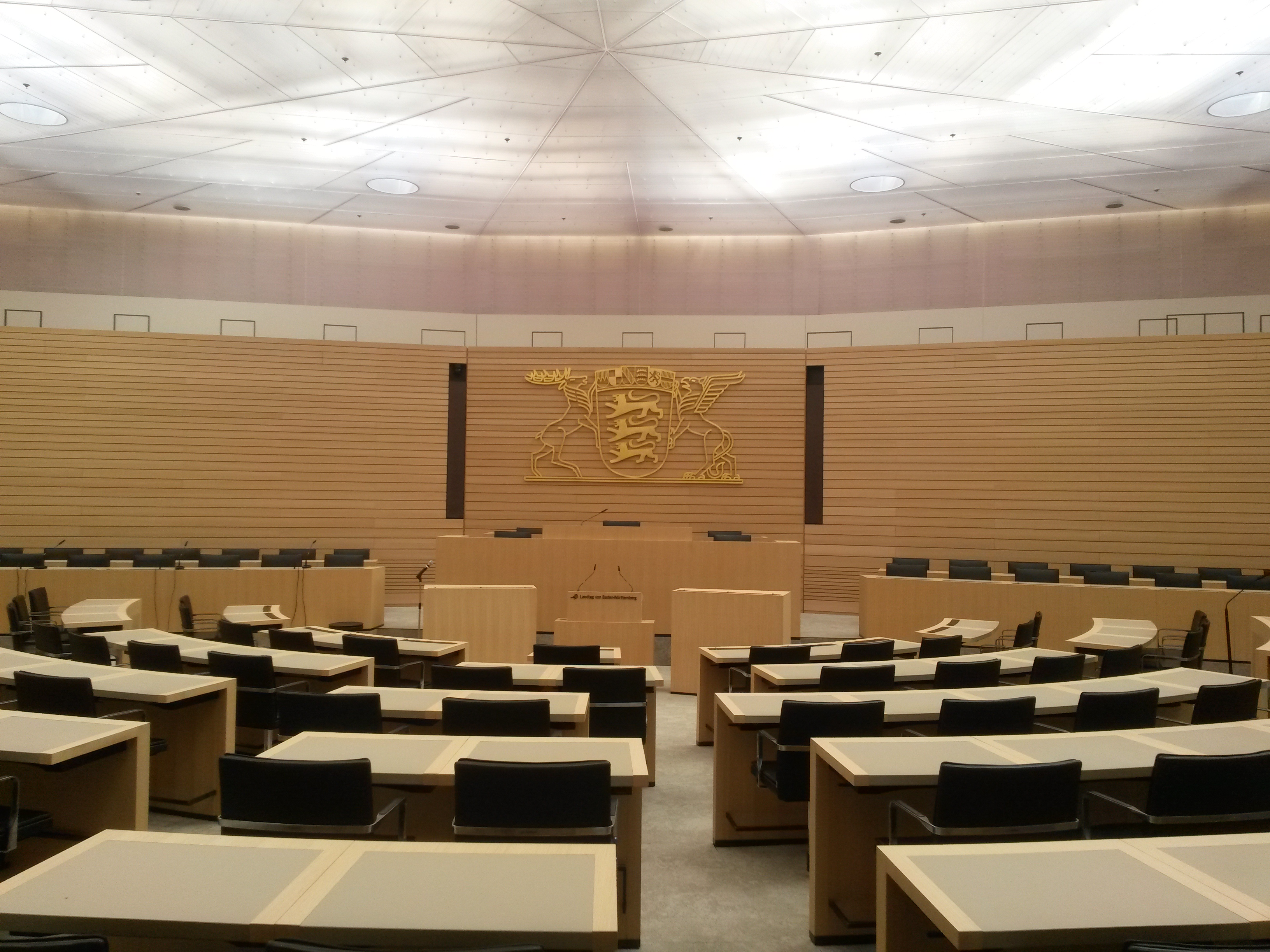
فاعة البرلمان بعد التحديث

برلمان بَادِنْ-فُورتِمْبِيْرْغ (بالألمانية Landtag von Baden-Württemberg) هو برلمان ولاية بادن-فورتمبيرغ ومقره في شتوتغارت. رئيس البرلمان منذ 2016 مُوهْترَم أراس (من حزب الخضر). يتكون البرلمان من 120 مقعداً إعتياديا Regular seate وقد يزيد عدد المقاعد تبعاً لطبيعة النتائج والتي قد تُسفر عن توزيع مقاعد إضافية وتعويضية لتناسب حصة كل حزب من المقاعد مع ما حصل عليه من أصوات في جميع الدوائر الانتخابية بالولاية.

## لمحة تاريخية
سبقت برلمان ولاية بادن-فورتمبيرغ برلمانات قائمة على تقاليد ديموقراطية. ففي حقبة جمهورية فايمار كان هناك برلمان جمهورية بادن ودولة فورتمبيرغ الشعبية. بعد نهاية الحرب العالمية الثانية تأسست على أراضي ما يعرف حاليا بولاية بادن-فورتمبيرغ ثلاث ولايات.
كانت الجمعية الاستشارية بالولاية وبرلمان بادن يعقدان جلساتهما خلال الفترة 1946 حتى 1952 في المتجر التاريخي في فرايبورغ في منطقة برايسغاو، وكان رئيس برلمان بادن خلال الفترة 1974 حتى 1951 كارل بيرزون.
كان برلمان فورتمبيرغ-هُوهِنتسولِرن يجتمع في البداية كجمعية استشارية للولاية في دَير بِيبِنهَاوزِن في توبينغن، وكان رئيس البرلمان خلال الفترة 1974 حتى 1952 كارل غِينغلَر.
كانت الجمعية التأسيسية للولاية وبرلمان فورتمبيرغ-بادن يعقدان جلساتهما خلال الفترة 1946 حتى 1952 في شتوتغارت. كان رؤساء برلمان فورتمبيرغ-بادن هم، فلهيلم زِيمبِفِن دُورفَر Wilhelm Simpfendörfer عام 1947، ومن عام 1947 إلى 1952 فيلهلم كايل Wilhelm Keil. وكمقر لاجتماعات البرلمان كان يتم الاستعانة ب منزل إدوارد بفايفر Eduard-Pfeiffer التابع لمؤسسة أرْبَيْتَرهَايِم في شارع هويشتايق 45 في شتوتغارت، والذي تم إنشاؤه في 1889. وفي نفس المبنى كان يجتمع برلمان برلمان بادن-فورتمبيرغ حتى 1961.

## النظام الانتخابي المعتمد لانتخاب برلمان الولاية

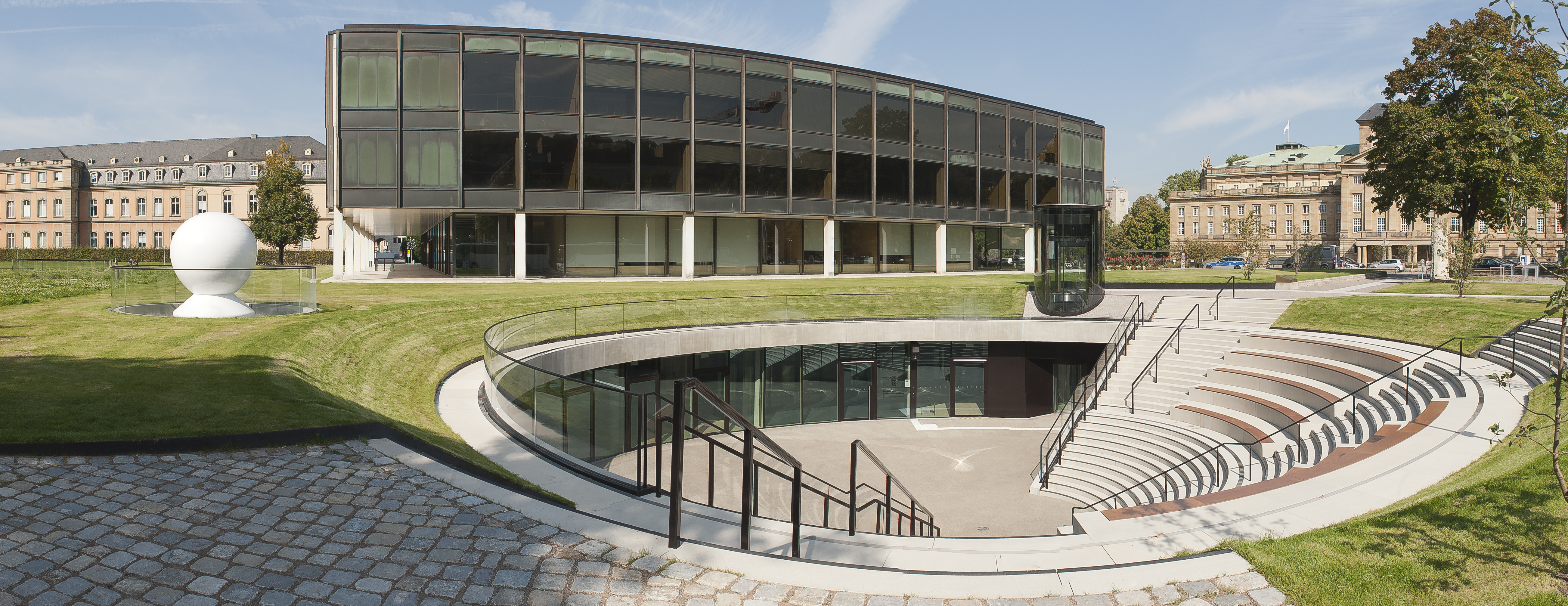
فضاء المدخل الجديد لمبنى الرلمان

على عكس الكثير من الولايات الاتحادية الألمانية التي تعتمد نظام التمثيل النسبي الفردي والذي يعطي الناخب الحق بالإدلاء بصوتين، الأول لمرشحه المفضل في الدائرة والثاني للقائمة الحزبية المفضلة لديه على مستوى الولاية، تعتمد ولاية بادن-فورتمبيرغ نظام التمثيل النسبي الفردي بصوت واحد للناخب ولا تعتمد نظام القوائم الحزبية وإنما نظام المرشحين الفرديين في الدوائر الانتخابية، حيث تتكون الولاية من 70 دائرة انتخابية فردية (أي ذات عضو واحد). كما يعتمد النظام الانتحابي هنا نسبة 5% كحد أدنى من الأصوات على مستوى الولاية كعتبة انتخابية يجب على كل حزب تجاوزها أو الفوز بمقعد واحد على الأقل من مقاعد الانتخاب المباشر في الدوائر الانتخابية لدخول البرلمان. يصوت كل ناخب بصوت واحد لصالح المرشح المفضل لديه في الدائرة سواء كان المرشح مستقلاً أو ينتمي لحزب معين. في مرحلة توزيع المقاعد الأولى يتم تحديد المرشحين الفائزين في الدوائر الانتخابية وفقاً لنظام الأغلبية، بحيث يفوز بمقعد الدائرة المرشح الأكثر أصواتًا في الدائرة، ويكون عدد المرشحين الفائزين في هذه المرحلة 70 عضواً طبقاً لعدد الدوائر الانتخابية، ويسمون بالأعضاء الأساسيين أو النظاميين The Regular Members. في المرحلة الثانية لتوزيع المقاعد والتي يتم احتسابها وفق طريقة معقدة جداً (طالع: نظام التمثيل النسبي الفردي)، حيث يتم تجميع كل الأصوات التي حصل عليها كل حزب عبر مرشحيه الفرديين في جميع دوائر الولاية. وبناء على إجمالي عدد الأصوات التي حصل عليها كل حزب على مستوى الولاية تتحدد نسبته الإجمالية من إجمالي المقاعد في الولاية. في المرحلة الأولى يتم خصم عدد المقاعد التي حصل عليها الحزب في الدوائر الانتخابية، وفي حال تبقى للحزب في حصته مقاعد أكثر مما حصل عليه في الدوائر يتم تعويضه بمقاعد إضافية بحيث تتناسب إجمالي حصته من المقاعد مع إجمالي حصته من الأصوات على مستوى الولاية. وبسبب هذه المقاعد التعويضية والإضافية يكون أحياناً عدد إجمالي عدد المقاعد الموزعة على مستوى الولاية أكثر من الحد الأدنى لعدد مقاعد البرلمان، مما يرفع عدد أعضاء البرلمان عن العدد النظامي المعتمد أساساً، حيث نلاحظ أن عدد أعضاء البرلمان الحالي 154 عضواً منهم 70 عضواً نظامياً فازوا بالانتخاب المباشر في الدوائر الانتخابية و 84 عضوأ يشغلون مقاعد إضافية وتعويضية، ويختلف هذا العدد من دورة تشريعية لأخرى بحسب طبيعة نتائج الانتخابات في كل دورة تشريعية.
مثال: نفترض أن الحزب أ حصل على ما مجموعه 10 الف صوت من إجمالي 100 الف صوت على مستوى الولاية، وأن إجمالي عدد المقاعد في الولاية 100 مقعد كحد أدنى (منها 60 مقعد نظامي موزعة على 60 دائرة انتخابية و 40 مقعد تعويضي). من الأرقام الافتراضية السابقة نستنتج أن كل مقعد يقابله 1000 صوت، وهذا يعني أن نصيب الحزب أ سيكون 10 مقاعد على مستوى الولاية. وإذا افترضنا أن الحزب أ فاز ب 8 مقاعد نظامية في 8 دوائر انتخابية، فسيتم تعويضه ب 2 مقاعد من المقاعد التعويضية والإضافية لكي يحصل على حصته من المقاعد كاملة وهي 10 مقاعد على مستوى الولاية. ولكن لوافترضنا أن هذا الحزب حصل على 12 مقعد في الدوائر الانتخابية فيكون قد حصل على مقعدين زيادة عن حصته الفعلية مقارنة بعدد الأصوات وهي 10 مقاعد، ومن هنا تأتي الزيادة في عدد المقاعد وسيصبح عدد أعضاء البرلمان في هذا المثال 102 بدلاً من 100 عضو.

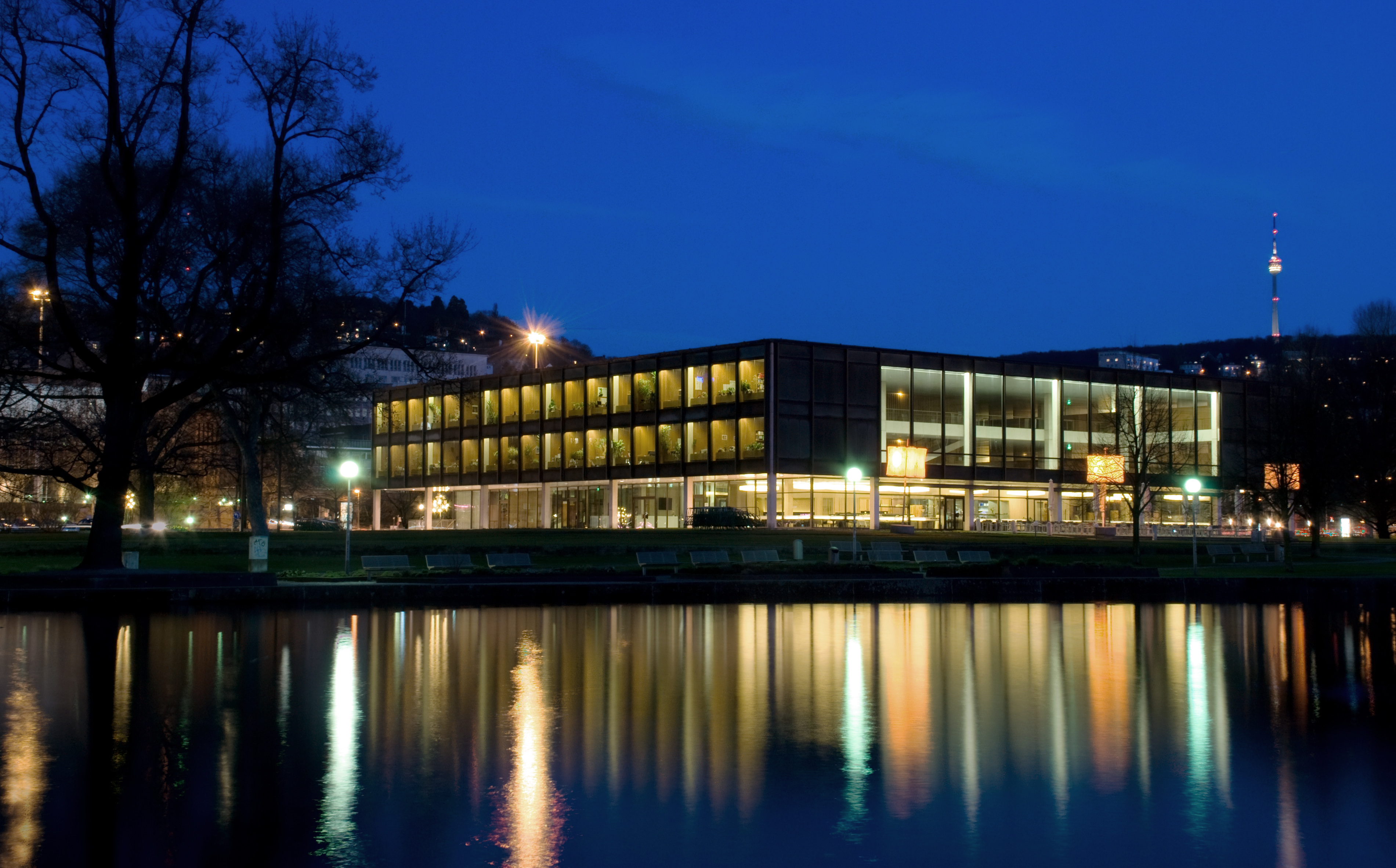
مبنى البرلمان ليلاً

## توزيع مقاعد الدورة الانتخاباية ال 17
تمتد فترة الدورة الانتخابية 17 للبرلمان المنتخب في 14 مارس 2021 من 1 مايو 2021 حتى 30 إبريل 2026
عقدت الجلسة التأسيسية الأولى في 11 مايو 2021 برئاسة العضو الأكبر سنا وهو فينفريد كريتشمان (من كتلة تحالف 90/الخضر). وقد أسفرت الانتخابات عن النتائج التالية:
| الحزب                           | المقاعد | المقاعد المباشرة من (عبر الدوائر الانتخابية) | مقاعد القوائم الحزبية |
| ------------------------------- | ------- | -------------------------------------------- | --------------------- |
| الخضر                           | 58      | 58                                           | 0                     |
| الاتحاد الديموقراطي المسيحي CDU | 42      | 12                                           | 30                    |
| الحزب الاشتراكي الديموقراطي SPD | 19      | 0                                            | 19                    |
| الديموقراطيين الأحرار/FDP/DVP   | 18      | 0                                            | 18                    |
| مبادرة من أجل ألمانيا AfD       | 17      | 0                                            | 17                    |
| الإجمالي                        | 154     | 70                                           | 84                    |

## رؤساء البرلمان
| الفترة    | الرئيس             | الحزب |
| --------- | ------------------ | ----- |
| 1952–1960 | Carl Neinhaus      | CDU   |
| 1960–1968 | Franz Gurk         | CDU   |
| 1968–1976 | Camill Wurz        | CDU   |
| 1976–1980 | Erich Ganzenmüller | CDU   |
| 1980–1982 | Lothar Gaa         | CDU   |
| 1982–1992 | Erich Schneider    | CDU   |
| 1992–1996 | Fritz Hopmeier     | CDU   |
| 1996–2011 | Peter Straub       | CDU   |
| 2011      | Willi Stächele     | CDU   |
| 2011–2015 | Guido Wolf         | CDU   |
| 2015–2016 | Wilfried Klenk     | CDU   |
| seit 2016 | Muhterem Aras      | Grüne |